# George I. Butler
George Ide Butler (Waterbury, 12 de noviembre de 1834-Healdsburg, 25 de julio de 1918) fue un pastor, administrador y escritor adventista, que se desempeñó como presidente de la Asociación General entre 1871 y 1874, y entre 1880 y 1888.

## Biografía
Originario de Vermont, Estados Unidos, los padres de Butler estuvieron envueltos íntimamente en los inicios de la Iglesia Adventista del Séptimo Día. Sin embargo, Butler no manifestó gran interés en asuntos espirituales en aquel entonces. En 1853 su familia se mudó a Iowa donde se convirtió al cristianismo a la edad de 22 años y fue bautizado por el Pr. John N. Andrews. Luego, se estableció en una granja y se dedicó a la enseñanza primaria en los meses de invierno. El 10 de marzo de 1859, se casó con Lentha Lockwood. Posteriormente, se mudaron cerca de Waukon, donde Butler deja la enseñanza.
En 1865, después de la apostasía de Snook y Brinkerhoff, Butler fue elegido presidente de la Asociación de Iowa. En junio de 1867 se le entrega su licencia Ministerial, y en octubre de ese año es ordenado pastor. Trabajó incansablemente como evangelista, devolviendo la unidad a la previamente fragmentada Asociación. Como resultado de sus refutaciones al Partido Marion —formado por los pastores Snook y Brinkerhoff, quienes más tarde formaron la Iglesia de Dios (Séptimo Día)— que centraron su oposición al ministerio de Ellen White, Butler llegó a ser uno de los mayores apologistas que la defendió durante 1860 y 1870.
En 1872, debido a la delicada salud de James White, Butler fue elegido presidente de la Asociación General de los Adventistas del Séptimo Día. Butler fue muy importante el la recolección de fondos para establecer el Battle Creek College (actualmente Universidad de Andrews), y el establecimiento de la casa publicadora Pacific Press en Oakland, California. En agosto de 1874 Butler renunció a la presidencia de la Asociación General y  James White, ahora bastante más recuperado, retomó el liderazgo de la iglesia.
Butler retornó a Iowa donde en la siguiente sesión de la Asociación Iowa-Nebraska fue elegido presidente (1876-1877). Comenzó un vigoroso programa evangelístico, pero cuando la salud de White comenzó a debilitarse una vez más, Butler fue elegido nuevamente presidente de la Asociación General. En octubre de 1880, retornó dicho cargo frecuentemente aconsejado por Ellen White. En 1882, asumió también el cargo de presidente de la Asociación Publicadora de los Adventistas del Séptimo Día. En  1886 se vio envuelto en un debate doctrinal con Ellet J. Waggoner sobre la si la ley de la que se habla en el libro de Gálatas era la ley ceremonial o la ley moral. También confrontó la apostasía de Dudley M. Canright. En el tiempo de la famosa Sesión de la Asociación General de 1888, Butler llamó a sus simpatizantes a "respaldar los antiguos hitos" o a no dejar las posiciones teológicas tradicionales. Esto generó un fuerte reproche por parte de Ellen G. White.
Luego de la sesión de 1888, la salud de Butler colapsó. Los Butler compraron una granja en Florida donde podrían cultivar frutos cítricos y recuperarse. Sin embargo, al año siguiente Lentha sufrió un derrame cerebral que la debilitó aún más. En 1901, Lentha murió y George fue elegido el primer presidente de la Asociación de Florida. El año siguiente Butler se convirtió en el primer presidente de la Asociación de la Unión del Sur y de la Asociación Publicadora del Sur. En 1907 Butler se casó con Elizabeth Work Grainger, cuyo marido había muerto en el campo de la misión, y al año siguiente se retiraron una vez más.